# BAFTA-díj a legjobb férfi mellékszereplőnek
A legjobb férfi mellékszereplőnek járó BAFTA-díjat a 22. BAFTA-gála (1969) óta ítéli oda a Brit film- és televíziós akadémia. A díjazottat a világ összes nemzetének színészei közül választják. 1980-ban nem adtak át díjat.
A legtöbb díjat és jelölést Denholm Elliott szerezte: hét jelölésből három alkalommal bizonyult a legjobbnak.

## Rekordok
| Statisztika                | Név                    | Szám      | Ref. |
| -------------------------- | ---------------------- | --------- | ---- |
| Legtöbb díj                | Denholm Elliott        | 3 díj     |      |
| Legtöbb jelölés            | Denholm Elliott        | 7 jelölés |      |
| Legtöbb jelölés díj nélkül | Philip Seymour Hoffman | 4 jelölés |      |
| Legtöbb jelölés díj nélkül | Tommy Lee Jones        | 4 jelölés |      |

## Győztesek és jelöltek
Díjazott
(Megjegyzés: Az Év oszlop a film bemutatójának éve, a tényleges díjátadó ceremóniát a következő évben rendezték meg.)

### 1960-as évek
| Év             | Színész          | Színész               | Szerep                    | Magyar cím             | Eredeti cím    |
| 1968 22. gála  |                  |                       |                           |                        |                |
| -------------- | ---------------- | --------------------- | ------------------------- | ---------------------- | -------------- |
| 1968 22. gála  |                  | Ian Holm              | Flynn                     | –                      | The Bofors Gun |
| 1968 22. gála  | Anthony Hopkins  | I. Richárd király     | Az oroszlán télen         | The Lion in Winter     |                |
| 1968 22. gála  | John McEnery     | Mercutio              | Rómeó és Júlia            | Romeo and Juliet       |                |
| 1968 22. gála  | George Segal     | Morris Brummel        | –                         | No Way to Treat a Lady |                |
| 1969 23. gála  |                  |                       |                           |                        |                |
|                | Laurence Olivier | John French           | Váltson jegyet a háborúba | Oh! What a Lovely War  |                |
| Jack Klugman   | Ben Patimkin     | –                     | Goodbye, Columbus         |                        |                |
| Jack Nicholson | George Hanson    | Szelíd motorosok      | Easy Rider                |                        |                |
| Robert Vaughn  | Chalmers         | San Franciscó-i zsaru | Bullitt                   |                        |                |

### 1970-es évek
| Év                      | Színész                          | Színész                                | Szerep                             | Magyar cím                      | Eredeti cím |
| 1970 24. gála           |                                  |                                        |                                    |                                 |             |
| ----------------------- | -------------------------------- | -------------------------------------- | ---------------------------------- | ------------------------------- | ----------- |
| 1970 24. gála           |                                  | Colin Welland                          | Mr. Farthing                       | Kes                             | Kes         |
| 1970 24. gála           | Bernard Cribbins                 | Albert Perks                           | A vasúti gyerekek                  | The Railway Children            |             |
| 1970 24. gála           | John Mills                       | Michael                                | Ryan leánya                        | Ryan's Daughter                 |             |
| 1970 24. gála           | Gig Young                        | Rocky                                  | A lovakat lelövik, ugye?           | They Shoot Horses, Don't They?  |             |
| 1971 25. gála           |                                  |                                        |                                    |                                 |             |
|                         | Edward Fox                       | Hugh Trimingham                        | A közvetítő                        | The Go-Between                  |             |
| Michael Gough           | Mr. Maudsley                     | A közvetítő                            | The Go-Between                     |                                 |             |
| Ian Hendry              | Eric Paice                       | Öld meg Cartert!                       | Get Carter                         |                                 |             |
| John Hurt               | Timothy Evans                    | Rillington Place 10                    | 10 Rillington Place                |                                 |             |
| 1972 26. gála           |                                  |                                        |                                    |                                 |             |
|                         | Ben Johnson                      | Sam                                    | Az utolsó mozielőadás              | The Last Picture Show           |             |
| Max Adrian (posztumusz) | Mr. Max / Lord Hubert Brockhurst | Twiggy, a sztár                        | The Boy Friend                     |                                 |             |
| Robert Duvall           | Tom Hagen                        | A keresztapa                           | The Godfather                      |                                 |             |
| Ralph Richardson        | IV. György király                | –                                      | Lady Caroline Lamb                 |                                 |             |
| 1973 27. gála           |                                  |                                        |                                    |                                 |             |
|                         | Arthur Lowe                      | Mr. Duff / Charlie Johnson / Dr. Munda | A szerencse fia                    | O Lucky Man!                    |             |
| Ian Bannen              | Kenneth Baxter                   | Az igazság ereje                       | The Offence                        |                                 |             |
| Denholm Elliott         | Nils Krogstad                    | Babaház                                | A Doll's House                     |                                 |             |
| Michael Lonsdale        | Lebel                            | A Sakál napja                          | The Day of the Jackal              |                                 |             |
| 1974 28. gála           |                                  |                                        |                                    |                                 |             |
|                         | John Gielgud                     | Mr. Beddoes                            | Gyilkosság az Orient expresszen    | Murder on the Orient Express    |             |
| Adam Faith              | Mike Menary                      | Csillagpor                             | Stardust                           |                                 |             |
| John Huston             | Noah Cross                       | Kínai negyed                           | Chinatown                          |                                 |             |
| Randy Quaid             | Larry Meadows tengerész          | Az utolsó szolgálat                    | The Last Detail                    |                                 |             |
| 1975 29. gála           |                                  |                                        |                                    |                                 |             |
|                         | Fred Astaire                     | Harlee Claiborne                       | Pokoli torony                      | The Towering Inferno            |             |
| Martin Balsam           | Harold Longman                   | Hajsza a föld alatt                    | The Taking of Pelham One Two Three |                                 |             |
| Burgess Meredith        | Harry Greener                    | A sáska napja                          | The Day of the Locust              |                                 |             |
| Jack Warden             | Lester Carp                      | Sampon                                 | Shampoo                            |                                 |             |
| 1976 30. gála           |                                  |                                        |                                    |                                 |             |
|                         | Brad Dourif                      | Billy Bibbit                           | Száll a kakukk fészkére            | One Flew Over the Cuckoo's Nest |             |
| Martin Balsam           | Howard Simons                    | Az elnök emberei                       | All the President's Men            |                                 |             |
| Jason Robards           | Ben Bradlee                      | Az elnök emberei                       | All the President's Men            |                                 |             |
| Michael Hordern         | A király                         | Papucs és rózsa                        | The Slipper and the Rose           |                                 |             |
| 1977 31. gála           |                                  |                                        |                                    |                                 |             |
|                         | Edward Fox                       | Brian Horrocks                         | A híd túl messze van               | A Bridge Too Far                |             |
| Colin Blakely           | Frank Strang                     | Equus                                  | Equus                              |                                 |             |
| Robert Duvall           | Frank Hackett                    | Hálózat                                | Network                            |                                 |             |
| Zero Mostel             | Hecky Brown                      | A jónevű senki, avagy a stróman        | The Front                          |                                 |             |
| 1978 32. gála           |                                  |                                        |                                    |                                 |             |
|                         | John Hurt                        | Max                                    | Éjféli expressz                    | Midnight Express                |             |
| Gene Hackman            | Lex Luthor                       | Superman                               | Superman                           |                                 |             |
| Jason Robards           | Dashiell Hammett                 | Júlia                                  | Julia                              |                                 |             |
| François Truffaut       | Claude Lacombe                   | Harmadik típusú találkozások           | Close Encounters of the Third Kind |                                 |             |
| 1979 33. gála           |                                  |                                        |                                    |                                 |             |
|                         | Robert Duvall                    | Bill Kilgore                           | Apokalipszis most                  | Apocalypse Now                  |             |
| Denholm Elliott         | William Leigh                    | –                                      | Saint Jack                         |                                 |             |
| John Hurt               | Kane                             | A nyolcadik utas: a Halál              | Alien                              |                                 |             |
| Christopher Walken      | Nikanor "Nick" Chevotarevich     | A szarvasvadász                        | The Deer Hunter                    |                                 |             |

### 1980-as évek
| Év                    | Színész                | Színész                                   | Szerep                                            | Magyar cím              | Eredeti cím            |
| 1980 34. gála         | Nem osztottak ki díjat | Nem osztottak ki díjat                    | Nem osztottak ki díjat                            | Nem osztottak ki díjat  | Nem osztottak ki díjat |
| 1981 35. gála         |                        |                                           |                                                   |                         |                        |
| --------------------- | ---------------------- | ----------------------------------------- | ------------------------------------------------- | ----------------------- | ---------------------- |
| 1981 35. gála         |                        | Ian Holm                                  | Sam Mussabini                                     | Tűzszekerek             | Chariots of Fire       |
| 1981 35. gála         | Denholm Elliott        | Marcus Brody                              | Az elveszett frigyláda fosztogatói                | Raiders of the Lost Ark |                        |
| 1981 35. gála         | John Gielgud           | Hobson                                    | Arthur                                            | Arthur                  |                        |
| 1981 35. gála         | Nigel Havers           | Marcus Brody                              | Tűzszekerek                                       | Chariots of Fire        |                        |
| 1982 36. gála         |                        |                                           |                                                   |                         |                        |
|                       | Jack Nicholson         | Eugene O’Neill                            | Vörösök                                           | Reds                    |                        |
| Frank Finlay          | William Grey           | A katona hazatér                          | The Return of the Soldier                         |                         |                        |
| Edward Fox            | Reginald Dyer          | Gandhi                                    | Gandhi                                            |                         |                        |
| Roshan Seth           | Dzsaváharlál Nehru     | Gandhi                                    | Gandhi                                            |                         |                        |
| 1983 37. gála         |                        |                                           |                                                   |                         |                        |
|                       | Denholm Elliott        | Coleman                                   | Szerepcsere                                       | Trading Places          |                        |
| Bob Hoskins           | Perez ezredes          | A Tiszteletbeli konzul                    | The Honorary Consul                               |                         |                        |
| Burt Lancaster        | Felix Happer           | Porunk hőse                               | Local Hero                                        |                         |                        |
| Jerry Lewis           | Jerry Langford         | A komédia királya                         | The King of Comedy                                |                         |                        |
| 1984 38. gála         |                        |                                           |                                                   |                         |                        |
|                       | Denholm Elliott        | Charles Swaby                             | Magánpraxis                                       | A Private Function      |                        |
| Michael Elphick       | Pasha                  | Gorkij Park                               | Gorky Park                                        |                         |                        |
| Ian Holm              | Phillippe D'Arnot      | Tarzan, a majmok ura                      | Greystoke: The Legend of Tarzan, Lord of the Apes |                         |                        |
| Ralph Richardson      | Greystoke grófja       | Tarzan, a majmok ura                      | Greystoke: The Legend of Tarzan, Lord of the Apes |                         |                        |
| 1985 39. gála         |                        |                                           |                                                   |                         |                        |
|                       | Denholm Elliott        | Vernon Bayliss                            | A birodalom védelme                               | Defence of the Realm    |                        |
| James Fox             | Richard Fielding       | Út Indiába                                | A Passage to India                                |                         |                        |
| John Gielgud          | Leonard Darwin         | Bőség                                     | Plenty                                            |                         |                        |
| Saeed Jaffrey         | Nasser                 | Az én kis mosodám                         | My Beautiful Laundrette                           |                         |                        |
| 1986 40. gála         |                        |                                           |                                                   |                         |                        |
|                       | Ray McAnally           | Altamirano                                | A misszió                                         | The Mission             |                        |
| Klaus Maria Brandauer | Bror Blixen            | Távol Afrikától                           | Out of Africa                                     |                         |                        |
| Simon Callow          | Arthur Beebe           | Szoba kilátással                          | A Room with a View                                |                         |                        |
| Denholm Elliott       | Mr. Emerson            | Szoba kilátással                          | A Room with a View                                |                         |                        |
| 1987 41. gála         |                        |                                           |                                                   |                         |                        |
|                       | Daniel Auteuil         | Ugolin                                    | A Paradicsom...                                   | Jean de Florette        |                        |
| Ian Bannen            | George nagyapa         | Remény és dicsőség                        | Hope and Glory                                    |                         |                        |
| Sean Connery          | Jimmy Malone           | Aki legyőzte Al Caponét                   | The Untouchables                                  |                         |                        |
| John Thaw             | Kruger                 | Kiálts a szabadságért!                    | Cry Freedom                                       |                         |                        |
| 1988 42. gála         |                        |                                           |                                                   |                         |                        |
|                       | Michael Palin          | Ken Pile                                  | A hal neve: Wanda                                 | A Fish Called Wanda     |                        |
| Joss Ackland          | Jock Delves Broughton  | Úri passziók                              | White Mischief                                    |                         |                        |
| Peter O’Toole         | Reginald Johnston      | Az utolsó császár                         | The Last Emperor                                  |                         |                        |
| David Suchet          | Muller                 | Elválasztott világ                        | A World Apart                                     |                         |                        |
| 1989 43. gála         |                        |                                           |                                                   |                         |                        |
|                       | Ray McAnally           | Mr. Brown                                 | A bal lábam – Christy Brown története             | My Left Foot            |                        |
| Marlon Brando         | Ian McKenzie           | Száraz fehér évszak                       | A Dry White Season                                |                         |                        |
| Sean Connery          | Henry Jones, Sr.       | Indiana Jones és az utolsó kereszteslovag | Indiana Jones and the Last Crusade                |                         |                        |
| Jack Nicholson        | Jack Napier / Joker    | Batman                                    | Batman                                            |                         |                        |

### 1990-es évek
| Év              | Színész                         | Színész                     | Szerep                           | Magyar cím                    | Eredeti cím           |
| 1990 44. gála   |                                 |                             |                                  |                               |                       |
| --------------- | ------------------------------- | --------------------------- | -------------------------------- | ----------------------------- | --------------------- |
| 1990 44. gála   |                                 | Salvatore Cascio            | Salvatore Di Vita (gyerekként)   | Cinema Paradiso               | Nuovo Cinema Paradiso |
| 1990 44. gála   | Alan Alda                       | Lester                      | Bűnök és vétkek                  | Crimes and Misdemeanors       |                       |
| 1990 44. gála   | John Hurt                       | Bird O'Donnell              | A rét                            | The Field                     |                       |
| 1990 44. gála   | Al Pacino                       | Alphonse "Nagymenő" Caprice | Dick Tracy                       | Dick Tracy                    |                       |
| 1991 45. gála   |                                 |                             |                                  |                               |                       |
|                 | Alan Rickman                    | Nottinghami bíró            | Robin Hood, a tolvajok fejedelme | Robin Hood: Prince of Thieves |                       |
| Alan Bates      | Claudius                        | Hamlet                      | Hamlet                           |                               |                       |
| Derek Jacobi    | Franklyn Madson                 | Meghalsz újra!              | Dead Again                       |                               |                       |
| Andrew Strong   | Deco Cuffe                      | –                           | The Commitments                  |                               |                       |
| 1992 46. gála   |                                 |                             |                                  |                               |                       |
|                 | Gene Hackman                    | Little Bill Daggett         | Nincs bocsánat                   | Unforgiven                    |                       |
| Jaye Davidson   | Dil                             | Síró játék                  | The Crying Game                  |                               |                       |
| Tommy Lee Jones | Clay Shaw                       | JFK – A nyitott dosszié     | JFK                              |                               |                       |
| Samuel West     | Leonard Bast                    | Szellem a házban            | Howards End                      |                               |                       |
| 1993 47. gála   |                                 |                             |                                  |                               |                       |
|                 | Ralph Fiennes                   | Amon Göth                   | Schindler listája                | Schindler's List              |                       |
| Tommy Lee Jones | Samuel Gerard helyettes marsall | A szökevény                 | The Fugitive                     |                               |                       |
| Ben Kingsley    | Itzhak Stern                    | Schindler listája           | Schindler's List                 |                               |                       |
| John Malkovich  | Mitch Leary                     | Célkeresztben               | In the Line of Fire              |                               |                       |
| 1994 48. gála   |                                 |                             |                                  |                               |                       |
|                 | Samuel L. Jackson               | Jules Winnfield             | Ponyvaregény                     | Pulp Fiction                  |                       |
| Simon Callow    | Gareth                          | Négy esküvő és egy temetés  | Four Weddings and a Funeral      |                               |                       |
| John Hannah     | Matthew                         | Négy esküvő és egy temetés  | Four Weddings and a Funeral      |                               |                       |
| Paul Scofield   | Mark Van Doren                  | Kvíz Show                   | Quiz Show                        |                               |                       |
| 1995 49. gála   |                                 |                             |                                  |                               |                       |
|                 | Tim Roth                        | Archibald Cunningham        | Rob Roy                          | Rob Roy                       |                       |
| Ian Holm        | Dr. Willis                      | György király               | The Madness of King George       |                               |                       |
| Martin Landau   | Lugosi Béla                     | Ed Wood                     | Ed Wood                          |                               |                       |
| Alan Rickman    | Christopher Brandon             | Értelem és érzelem          | Sense and Sensibility            |                               |                       |
| 1996 50. gála   |                                 |                             |                                  |                               |                       |
|                 | Paul Scofield                   | Thomas Danforth             | A salemi boszorkányok            | The Crucible                  |                       |
| John Gielgud    | Cecil Parkes                    | Ragyogj!                    | Shine                            |                               |                       |
| Edward Norton   | Aaron Stampler                  | Legbelső félelem            | Primal Fear                      |                               |                       |
| Alan Rickman    | Éamon de Valera                 | Michael Collins             | Michael Collins                  |                               |                       |
| 1997 51. gála   |                                 |                             |                                  |                               |                       |
|                 | Tom Wilkinson                   | Gerald                      | Alul semmi                       | The Full Monty                |                       |
| Mark Addy       | Dave                            | Alul semmi                  | The Full Monty                   |                               |                       |
| Rupert Everett  | George Downes                   | Álljon meg a nászmenet!     | My Best Friend's Wedding         |                               |                       |
| Burt Reynolds   | Jack Horner                     | Boogie Nights               | Boogie Nights                    |                               |                       |
| 1998 52. gála   |                                 |                             |                                  |                               |                       |
|                 | Geoffrey Rush                   | Philip Henslowe             | Szerelmes Shakespeare            | Shakespeare in Love           |                       |
| Ed Harris       | Christof                        | Truman Show                 | The Truman Show                  |                               |                       |
| Geoffrey Rush   | Frances Walsingham              | Elizabeth                   | Elizabeth                        |                               |                       |
| Tom Wilkinson   | Hugh Fennyman                   | Szerelmes Shakespeare       | Shakespeare in Love              |                               |                       |
| 1999 53. gála   |                                 |                             |                                  |                               |                       |
|                 | Jude Law                        | Dickie Greenleaf            | A tehetséges Mr. Ripley          | The Talented Mr. Ripley       |                       |
| Wes Bentley     | Ricky Fitts                     | Amerikai szépség            | American Beauty                  |                               |                       |
| Michael Caine   | Wilbur Larch                    | Árvák hercege               | The Cider House Rules            |                               |                       |
| Rhys Ifans      | Spike                           | Sztárom a párom             | Notting Hill                     |                               |                       |
| Timothy Spall   | Richard Temple                  | Tingli-tangli               | Topsy-Turvy                      |                               |                       |

### 2000-es évek
| Év                     | Színész                   | Színész                                   | Szerep                                          | Magyar cím             | Eredeti cím |
| 2000 54. gála          |                           |                                           |                                                 |                        |             |
| ---------------------- | ------------------------- | ----------------------------------------- | ----------------------------------------------- | ---------------------- | ----------- |
| 2000 54. gála          |                           | Benicio del Toro                          | Javier Rodriguez                                | Traffic                | Traffic     |
| 2000 54. gála          | Albert Finney             | Edward L. Masry                           | Erin Brockovich – Zűrös természet               | Erin Brockovich        |             |
| 2000 54. gála          | Gary Lewis                | Jackie Elliot                             | Billy Elliot                                    | Billy Elliot           |             |
| 2000 54. gála          | Joaquin Phoenix           | Commodus                                  | Gladiátor                                       | Gladiator              |             |
| 2000 54. gála          | Oliver Reed (posztumusz)  | Proximo                                   | Gladiátor                                       | Gladiator              |             |
| 2001 55. gála          |                           |                                           |                                                 |                        |             |
|                        | Jim Broadbent             | Harold Zidler                             | Moulin Rouge!                                   | Moulin Rouge!          |             |
| Hugh Bonneville        | John Bayley fiatalon      | Iris – Egy csodálatos női elme            | Iris                                            |                        |             |
| Robbie Coltrane        | Rubeus Hagrid             | Harry Potter és a bölcsek köve            | Harry Potter and the Philosopher's Stone        |                        |             |
| Colin Firth            | Mark Darcy                | Bridget Jones naplója                     | Bridget Jones's Diary                           |                        |             |
| Eddie Murphy           | Szamár (hangja)           | Shrek                                     | Shrek                                           |                        |             |
| 2002 56. gála          |                           |                                           |                                                 |                        |             |
|                        | Christopher Walken        | Frank Abagnale Sr.                        | Kapj el, ha tudsz                               | Catch Me If You Can    |             |
| Chris Cooper           | John Laroche              | Adaptáció                                 | Adaptation                                      |                        |             |
| Ed Harris              | Richard Brown             | Az órák                                   | The Hours                                       |                        |             |
| Alfred Molina          | Diego Rivera              | Frida                                     | Frida                                           |                        |             |
| Paul Newman            | John Rooney               | A kárhozat útja                           | Road to Perdition                               |                        |             |
| 2003 57. gála          |                           |                                           |                                                 |                        |             |
|                        | Bill Nighy                | Billy Mack                                | Igazából szerelem                               | Love Actually          |             |
| Paul Bettany           | Dr. Stephen Maturin       | Kapitány és katona: A világ túlsó oldalán | Master and Commander: The Far Side of the World |                        |             |
| Albert Finney          | Ed Bloom idősen           | Nagy Hal                                  | Big Fish                                        |                        |             |
| Ian McKellen           | Gandalf                   | A Gyűrűk Ura: A király visszatér          | The Lord of the Rings: The Return of the King   |                        |             |
| Tim Robbins            | Dave Boyle                | Titokzatos folyó                          | Mystic River                                    |                        |             |
| 2004 58. gála          |                           |                                           |                                                 |                        |             |
|                        | Clive Owen                | Larry Gray                                | Közelebb                                        | Closer                 |             |
| Alan Alda              | Owen Brewster             | Aviátor                                   | The Aviator                                     |                        |             |
| Phil Davis             | Stanley Drake             | Vera Drake                                | Vera Drake                                      |                        |             |
| Jamie Foxx             | Max Durocher              | Collateral – A halál záloga               | Collateral                                      |                        |             |
| Rodrigo de la Serna    | Alberto Granado           | Che Guevara: A motoros naplója            | Diarios de motocicleta                          |                        |             |
| 2005 59. gála          |                           |                                           |                                                 |                        |             |
|                        | Jake Gyllenhaal           | Jack Twist                                | Brokeback Mountain – Túl a barátságon           | Brokeback Mountain     |             |
| Don Cheadle            | Graham Waters nyomozó     | Ütközések                                 | Crash                                           |                        |             |
| Matt Dillon            | John Ryan őrmester        | Ütközések                                 | Crash                                           |                        |             |
| George Clooney         | Fred W. Friendly          | Jó estét, jó szerencsét!                  | Good Night, and Good Luck.                      |                        |             |
| George Clooney         | Bob Barnes                | Sziriana                                  | Syriana                                         |                        |             |
| 2006 60. gála          |                           |                                           |                                                 |                        |             |
|                        | Alan Arkin                | Edwin Hoover                              | A család kicsi kincse                           | Little Miss Sunshine   |             |
| James McAvoy           | Nicholas Garrigan         | Az utolsó skót király                     | The Last King of Scotland                       |                        |             |
| Jack Nicholson         | Frank Costello            | A tégla                                   | The Departed                                    |                        |             |
| Leslie Phillips        | Ian Brooks                | Vénusz                                    | Venus                                           |                        |             |
| Michael Sheen          | Tony Blair                | A királynő                                | The Queen                                       |                        |             |
| 2007 61. gála          |                           |                                           |                                                 |                        |             |
|                        | Javier Bardem             | Anton Chigurh                             | Nem vénnek való vidék                           | No Country for Old Men |             |
| Paul Dano              | Eli Sunday / Paul Sunday  | Vérző olaj                                | There Will Be Blood                             |                        |             |
| Philip Seymour Hoffman | Gust Avrakotos            | Charlie Wilson háborúja                   | Charlie Wilson's War                            |                        |             |
| Tommy Lee Jones        | Ed Tom Bell seriff        | Nem vénnek való vidék                     | No Country for Old Men                          |                        |             |
| Tom Wilkinson          | Arthur Edens              | Michael Clayton                           | Michael Clayton                                 |                        |             |
| 2008 62. gála          |                           |                                           |                                                 |                        |             |
|                        | Heath Ledger (posztumusz) | Joker                                     | A sötét lovag                                   | The Dark Knight        |             |
| Robert Downey Jr.      | Kirk Lazarus              | Trópusi vihar                             | Tropic Thunder                                  |                        |             |
| Brendan Gleeson        | Ken Daley                 | Erőszakik                                 | In Bruges                                       |                        |             |
| Philip Seymour Hoffman | Brendan Flynn atya        | Kétely                                    | Doubt                                           |                        |             |
| Brad Pitt              | Chad Feldheimer           | Égető bizonyíték                          | Burn After Reading                              |                        |             |
| 2009 63. gála          |                           |                                           |                                                 |                        |             |
|                        | Christoph Waltz           | Hans Landa                                | Becstelen brigantyk                             | Inglourious Basterds   |             |
| Alec Baldwin           | Jacob Adler               | Egyszerűen bonyolult                      | It's Complicated                                |                        |             |
| Christian McKay        | Orson Welles              | Én és Orson Welles                        | Me and Orson Welles                             |                        |             |
| Alfred Molina          | Jack Miller               | Egy lányról                               | An Education                                    |                        |             |
| Stanley Tucci          | George Harvey             | Komfortos mennyország                     | The Lovely Bones                                |                        |             |

### 2010-es évek
| Év                     | Színész                         | Színész                            | Szerep                                    | Magyar cím                                | Eredeti cím       |
| 2010 64. gála          |                                 |                                    |                                           |                                           |                   |
| ---------------------- | ------------------------------- | ---------------------------------- | ----------------------------------------- | ----------------------------------------- | ----------------- |
| 2010 64. gála          |                                 | Geoffrey Rush                      | Lionel Logue                              | A király beszéde                          | The King's Speech |
| 2010 64. gála          | Christian Bale                  | Dicky Eklund                       | A harcos                                  | The Fighter                               |                   |
| 2010 64. gála          | Andrew Garfield                 | Eduardo Saverin                    | Social Network – A közösségi háló         | The Social Network                        |                   |
| 2010 64. gála          | Pete Postlethwaite (posztumusz) | Fergus "Fergie" Colm               | Tolvajok városa                           | The Town                                  |                   |
| 2010 64. gála          | Mark Ruffalo                    | Paul Hatfield                      | A gyerekek jól vannak                     | The Kids Are All Right                    |                   |
| 2011 65. gála          |                                 |                                    |                                           |                                           |                   |
|                        | Christopher Plummer             | Hal Fields                         | Kezdők                                    | Beginners                                 |                   |
| Kenneth Branagh        | Laurence Olivier                | Egy hét Marilynnel                 | My Week with Marilyn                      |                                           |                   |
| Jim Broadbent          | Denis Thatcher                  | A Vaslady                          | The Iron Lady                             |                                           |                   |
| Jonah Hill             | Peter Brand                     | Pénzcsináló                        | Moneyball                                 |                                           |                   |
| Philip Seymour Hoffman | Paul Zara                       | A hatalom árnyékában               | The Ides of March                         |                                           |                   |
| 2012 66. gála          |                                 |                                    |                                           |                                           |                   |
|                        | Christoph Waltz                 | Dr. King Schultz                   | Django elszabadul                         | Django Unchained                          |                   |
| Alan Arkin             | Lester Siegel                   | Az Argo-akció                      | Argo                                      |                                           |                   |
| Javier Bardem          | Raoul Silva                     | Skyfall                            | Skyfall                                   |                                           |                   |
| Philip Seymour Hoffman | Lancaster Dodd                  | The Master                         | The Master                                |                                           |                   |
| Tommy Lee Jones        | Thaddeus Stevens                | Lincoln                            | Lincoln                                   |                                           |                   |
| 2013 67. gála          |                                 |                                    |                                           |                                           |                   |
|                        | Barkhad Abdi                    | Abduwali Muse                      | Phillips kapitány                         | Captain Phillips                          |                   |
| Daniel Brühl           | Niki Lauda                      | Hajsza a győzelemért               | Rush                                      |                                           |                   |
| Bradley Cooper         | Richard "Richie" DiMaso         | Amerikai botrány                   | American Hustle                           |                                           |                   |
| Matt Damon             | Scott Thorson                   | Túl a csillogáson                  | Behind the Candelabra                     |                                           |                   |
| Michael Fassbender     | Edwin Epps                      | 12 év rabszolgaság                 | 12 Years a Slave                          |                                           |                   |
| 2014 68. gála          |                                 |                                    |                                           |                                           |                   |
|                        | J. K. Simmons                   | Terrence Fletcher                  | Whiplash                                  | Whiplash                                  |                   |
| Steve Carell           | John du Pont                    | Foxcatcher                         | Foxcatcher                                |                                           |                   |
| Mark Ruffalo           | David Schultz                   | Foxcatcher                         | Foxcatcher                                |                                           |                   |
| Ethan Hawke            | Mason Evans Sr.                 | Sráckor                            | Boyhood                                   |                                           |                   |
| Edward Norton          | Mike Shiner                     | Birdman                            | Birdman                                   |                                           |                   |
| 2015 69. gála          |                                 |                                    |                                           |                                           |                   |
|                        | Mark Rylance                    | Rudolf Abel                        | Kémek hídja                               | Bridge of Spies                           |                   |
| Christian Bale         | Michael Burry                   | A nagy dobás                       | The Big Short                             |                                           |                   |
| Benicio del Toro       | Alejandro Gillick               | Sicario – A bérgyilkos             | Sicario                                   |                                           |                   |
| Idris Elba             | a parancsnok                    | Hontalan fenevadak                 | Beasts of No Nation                       |                                           |                   |
| Mark Ruffalo           | Michael Rezendes                | Spotlight – Egy nyomozás részletei | Spotlight                                 |                                           |                   |
| 2016 70. gála          |                                 |                                    |                                           |                                           |                   |
|                        | Dev Patel                       | Saroo Brierley                     | Oroszlán                                  | Lion                                      |                   |
| Mahershala Ali         | Juan                            | Holdfény                           | Moonlight                                 |                                           |                   |
| Jeff Bridges           | Marcus Hamilton                 | A préri urai                       | Hell or High Water                        |                                           |                   |
| Hugh Grant             | St. Clair Bayfield              | Florence – A tökéletlen hang       | Florence Foster Jenkins                   |                                           |                   |
| Aaron Taylor-Johnson   | Ray Marcus                      | Éjszakai ragadozók                 | Nocturnal Animals                         |                                           |                   |
| 2017 71. gála          |                                 |                                    |                                           |                                           |                   |
|                        | Sam Rockwell                    | Jason Dixon                        | Három óriásplakát Ebbing határában        | Three Billboards Outside Ebbing, Missouri |                   |
| Willem Dafoe           | Bobby Hicks                     | Floridai álom                      | The Florida Project                       |                                           |                   |
| Hugh Grant             | Phoenix Buchanan                | Paddington 2.                      | Paddington 2                              |                                           |                   |
| Woody Harrelson        | Bill Willoughby                 | Három óriásplakát Ebbing határában | Three Billboards Outside Ebbing, Missouri |                                           |                   |
| Christopher Plummer    | J. Paul Getty                   | A világ összes pénze               | All the Money in the World                |                                           |                   |
| 2018 72. gála          |                                 |                                    |                                           |                                           |                   |
|                        | Mahershala Ali                  | Don Shirley                        | Zöld könyv – Útmutató az élethez          | Green Book                                |                   |
| Timothée Chalamet      | Nic Sheff                       | Csodálatos fiú                     | Beautiful Boy                             |                                           |                   |
| Adam Driver            | Flip Zimmerman                  | Csuklyások – BlacKkKlansman        | BlacKkKlansman                            |                                           |                   |
| Richard E. Grant       | Jack Hock                       | Megbocsátasz valaha?               | Can You Ever Forgive Me?                  |                                           |                   |
| Sam Rockwell           | George W. Bush                  | Alelnök                            | Vice                                      |                                           |                   |
| 2019 73. gála          |                                 |                                    |                                           |                                           |                   |
|                        | Brad Pitt                       | Cliff Booth                        | Volt egyszer egy Hollywood                | Once Upon a Time in Hollywood             |                   |
| Tom Hanks              | Fred Rogers                     | Egy kivételes barát                | A Beautiful Day in the Neighborhood       |                                           |                   |
| Anthony Hopkins        | XVI. Benedek pápa               | A két pápa                         | The Two Popes                             |                                           |                   |
| Al Pacino              | Jimmy Hoffa                     | Az ír                              | The Irishman                              |                                           |                   |
| Joe Pesci              | Russell Bufalino                | Az ír                              | The Irishman                              |                                           |                   |

### 2020-as évek
| Év               | Színész                      | Színész                           | Szerep                            | Magyar cím                | Eredeti cím                 |
| 2020 74. gála    |                              |                                   |                                   |                           |                             |
| ---------------- | ---------------------------- | --------------------------------- | --------------------------------- | ------------------------- | --------------------------- |
| 2020 74. gála    |                              | Daniel Kaluuya                    | Fred Hampton                      | Júdás és a Fekete Messiás | Judas and the Black Messiah |
| 2020 74. gála    | Barry Keoghan                | Dymphna                           | –                                 | Calm with Horses          |                             |
| 2020 74. gála    | Alan Kim                     | David Yi                          | Minari – A családom története     | Minari                    |                             |
| 2020 74. gála    | Leslie Odom Jr.              | Sam Cooke                         | Egy éj Miamiban…                  | One Night in Miami...     |                             |
| 2020 74. gála    | Clarke Peters                | Otis                              | Az 5 bajtárs                      | Da 5 Bloods               |                             |
| 2020 74. gála    | Paul Raci                    | Joe                               | A metál csendje                   | Sound of Metal            |                             |
| 2021 75. gála    |                              |                                   |                                   |                           |                             |
|                  | Troy Kotsur                  | Frank Rossi                       | CODA                              | CODA                      |                             |
| Mike Faist       | Riff                         | West Side Story                   | West Side Story                   |                           |                             |
| Ciarán Hinds     | Pop                          | Belfast                           | Belfast                           |                           |                             |
| Woody Norman     | Jesse                        | C'mon C'mon – Az élet megy tovább | C'mon C'mon                       |                           |                             |
| Jesse Plemons    | George Burbank               | A kutya karmai közt               | The Power of the Dog              |                           |                             |
| Kodi Smit-McPhee | Peter Gordon                 | A kutya karmai közt               | The Power of the Dog              |                           |                             |
| 2022 76. gála    |                              |                                   |                                   |                           |                             |
|                  | Barry Keoghan                | Dominic Kearney                   | A sziget szellemei                | The Banshees of Inisherin |                             |
| Brendan Gleeson  | Colm Doherty                 | A sziget szellemei                | The Banshees of Inisherin         |                           |                             |
| Ke Huy Quan      | Waymond Wang                 | Minden, mindenhol, mindenkor      | Everything Everywhere All at Once |                           |                             |
| Eddie Redmayne   | Charles Cullen               | A másik nővér                     | The Good Nurse                    |                           |                             |
| Albrecht Schuch  | Stanislaus "Kat" Katczinsky  | Nyugaton a helyzet változatlan    | All Quiet on the Western Front    |                           |                             |
| Micheal Ward     | Stephen                      | A fény birodalma                  | Empire of Light                   |                           |                             |
| 2023 77. gála    |                              |                                   |                                   |                           |                             |
|                  | Robert Downey Jr.            | Lewis Strauss                     | Oppenheimer                       | Oppenheimer               |                             |
| Robert De Niro   | William Hale                 | Megfojtott virágok                | Killers of the Flower Moon        |                           |                             |
| Jacob Elordi     | Felix Catton                 | Saltburn                          | Saltburn                          |                           |                             |
| Ryan Gosling     | Ken                          | Barbie                            | Barbie                            |                           |                             |
| Paul Mescal      | Harry                        | Mind idegenek vagyunk             | All of Us Strangers               |                           |                             |
| Dominic Sessa    | Angus Tully                  | Téli szünet                       | The Holdovers                     |                           |                             |
| 2024 78. gála    |                              |                                   |                                   |                           |                             |
|                  | Kieran Culkin                | Benji Kaplan                      | Rokonszenvedés                    | A Real Pain               |                             |
| Yura Borisov     | Igor                         | Anora                             | Anora                             |                           |                             |
| Clarence Maclin  | Clarence "Divine Eye" Maclin | Sing Sing                         | Sing Sing                         |                           |                             |
| Edward Norton    | Pete Seeger                  | Sehol se otthon                   | A Complete Unknown                |                           |                             |
| Guy Pearce       | Harrison Lee Van Buren       | A brutalista                      | The Brutalist                     |                           |                             |
| Jeremy Strong    | Roy Cohn                     | The Apprentice – A Trump-sztori   | The Apprentice                    |                           |                             |

## Fordítás
- Ez a szócikk részben vagy egészben  a   BAFTA Award for Best Actor in a Supporting Role című angol Wikipédia-szócikk ezen változatának fordításán alapul.  Az eredeti cikk szerkesztőit annak laptörténete sorolja fel. Ez a jelzés csupán a megfogalmazás eredetét és a szerzői jogokat jelzi, nem szolgál a cikkben szereplő információk forrásmegjelöléseként.